# Чарльз Вітстон
Чарльз Вітстон (англ. Sir Charles Wheatstone; 6 лютого 1802, Глостер, Велика Британія — 19 жовтня 1875, Париж, Франція) — англійський фізик, автор багатьох винаходів.
1829 року запатентував музичний інструмент концертину.
1837 року в співавторстві з Вільямом Куком отримав патент на електромагнітний телеграф та створив першу діючу телеграфну лінію в Англії. Це був так званий стрілочний телеграф: стрілка на приймачі показувала букви алфавіту, розташовані по колу на зразок цифр у годинах.
Запропонував мостовий метод електричних вимірювань. Так званий міст Вітстона служить основою сучасних гальванометрів. Вітстонів міст балансує вимірювані струми таким чином, що стає можливим вимірювання коливань цих струмів.
Є винахідником стереоскопа — апарату для перегляду тривимірних зображень.
Чарльз Вітстон також розробив перший біграмний шифр, названий на честь його приятеля  шифром Плейфера, через те, що саме Лайон Плейфер запропонував цей винахід англійським держслужбовцям.
Помер 1875 року. Похований на кладовищі Кенсал-Грін у Лондоні.